# Dave Hilton, Jr.
Pour les articles homonymes, voir Hilton.
Dave Hilton Jr. est un boxeur québécois né à Port Credit en Ontario le 9 décembre 1963. Ancien champion du monde, il est un membre de la famille Hilton bien connue dans le milieu de la boxe.

## Biographie
Sa fiche est de 41 victoires, dont 26 par KO, 2 défaites et 2 verdicts nuls. Il est surtout reconnu pour ses combats contre Alain Bonnamie et Stéphane Ouellet.
Il a remporté la ceinture de champion WBC dans la catégorie super-moyens après avoir battu Dingaan Thobela le 15 décembre 2000 à Montréal, mais peu après, la WBC lui enleva son titre lorsque des accusations furent portées à son dossier pour abus sexuel incestueux sur ses filles mineures.
En mars 2001, Dave Hilton Jr. a été condamné pour des agressions sexuelles commises contre ses filles alors qu'elles étaient âgées de 12 et 13 ans et a purger une peine de sept ans et huit mois de prison. Il sort de prison en 2008 pour se rapporter à une maison de transition avant la fin de sa peine d'emprisonnement.
Les deux filles de Dave Hilton ont publié, en 2004, un livre intitulé le Cœur au beurre noir, qui décrit en détail les abus sexuels dont elles ont été victimes. En septembre 2004, un juge québécois avait levé une interdiction de publication sur l'identité des filles pour qu'elles puissent publier ce livre.
Le boxeur a effectué un retour sur le ring le 1er mai 2007 et l'a emporté par décision unanime en 10 rounds contre Adam Green.
En 2009, Dave Hilton Jr. a été arrêté à plusieurs reprises et accusé de violence conjugale. 
Le 28 septembre 2010, Dave Hilton Jr. est accusé de menaces et de voie de fait à l'égard de sa conjointe, ainsi qu'entrave au travail d'un policier.
En 2012, Dave se marie et sa femme, Jamielee, donne naissance à une petite fille en 2013.
En janvier 2020, Dave Hilton Jr. a écopé de 30 jours de prison dans un dossier de voies de fait et de menaces de mort.
En mai 2022, les policiers ont été appelés pour une altercation entre l’ex-boxeur et son voisin, à Châteauguay. En septembre 2023, Dave Hilton Jr. a plaidé coupable à une accusation de menaces de mort contre son voisin, alors qu’il était encore une fois sous l’effet de l’alcool.
le 10 février 2024, Dave Hilton Jr s'est fait arrêté dans un restaurant de Sainte-Martine, à cause de ses problèmes d'alcool. Il a plaidé coupable d’avoir menacé de mort un policier alors qu’il était ivre et a été condamné à une probation de 18 mois.